# 翠明湖
翠明湖（すいめいこ）は、兵庫県多可郡多可町中区糀屋にある糀屋ダム（こうじやダム）が仕出原川をせき止めてできたダム湖である。
1991年に北播磨最大級のロックフィルダムとなる糀屋ダムが完成したのに伴い出来上がった。面積87.3ha、貯水量は1,350万tあり、北播磨最大級の貯水池となっている。水面は季節の移ろいにつれて微妙に色を変え、山裾に近いところは季節の花々や紅葉の色などを映し、パステル画のような趣を見せてくれる。
湖のほぼ中央には翠大橋という橋がかかっており、周りには1周約8kmの周遊道路が通っている。